# Landevejsrøveren Dick Turpin
Landevejsrøveren Dick Turpin er en britisk stumfilm fra 1922 af Maurice Elvey.

## Medvirkende
- Matheson Lang som Dick Turpin
- Isobel Elsom som Esther Bevis
- Cecil Humphreys som Lytton Glover
- Norman Page som Ferret Bevis
- Lewis Gilbert som Tom King
- Lily Iris som Sally Dutton
- Malcolm Todd som Sir Charles Weston
- Madame d'Esterre som Lady Weston